# آيت بعزي (زاوية بن احميدة)
آيت بعزي هي إحدى مشيخات المملكة المغربية، تتبع جغرافيا لإقليم الصويرة وإداريًا لزاوية بن احميدة. يقدر عدد سكانها بـ 6395 نسمة حسب الإحصاء الرسمي للسكان والسكنى لسنة 2004.